# 惣村
惣村（そうそん）は、中世日本における百姓の自治的・地縁的結合による共同組織（村落形態）を指す。惣（そう）ともいう。

## 略史
中世初期（平安時代後期〜鎌倉時代中期）までの荘園公領制においては、郡司、郷司、保司などの資格を持つ公領領主、公領領主ともしばしば重複する荘官、一部の有力な名主百姓（むしろ初期においては彼らこそが正式な百姓身分保持者）が管理する「名」（みょう）がモザイク状に混在し、百姓、あるいはその身分すら持たない一般の農業などの零細な産業従事者らはそれぞれの領主、名主（みょうしゅ）に家人、下人などとして従属していた。百姓らの生活・経済活動はモザイク状の名を中心としていたため、彼らの住居はまばらに散在しており、住居が密集する村落という形態は出現していなかった。
しかし、鎌倉後期ごろになると、地頭が荘園・公領支配へ進出していったことにより、名を中心とした生活経済は急速に姿を消していき、従来の荘園公領制が変質し始めた。そうした中で、百姓らは、水利配分や水路・道路の修築、境界紛争・戦乱や盗賊からの自衛などを契機として地縁的な結合を強め、まず畿内・近畿周辺において、耕地から住居が分離して住宅同士が集合する村落が次第に形成されていった。このような村落は、その範囲内に住む惣て（すべて）の構成員により形成されていたことから、惣村または惣と呼ばれるようになった（中世当時も惣村・惣という用語が使用されていた）。
惣村は稲作先進地域の近畿と、北陸の一部のみに存在し、支配単位である荘園や公領（郷・保など）の範囲で、複数の惣村がさらに結合する惣荘（そうしょう）・惣郷（そうごう）が形成されることもあった。惣荘や惣郷は、百姓の団結・自立の傾向が強く、かつ最も惣村が発達していた畿内に多く出現した。また、畿内から遠い東北・関東・九州では、惣村よりも広い範囲（荘園・公領単位）で、ゆるやかな村落結合が形成されたが、これを郷村（ごうそん）という。なお、関東においては、惣荘や惣郷の存在について確認されていないが、特殊な事例であるが、「香取文書」には、下総国佐原において、それに近いものが存在していたことが書かれている。
室町時代には、それまで令制国ごとの軍事警察権の指揮統括者に過ぎなかった守護の権限が強化され、守護による荘園・公領支配への介入が増加した。惣村は自治権を確保するために、荘園領主たる権門、公領領主たる国衙ではなく、現地での実効統治者である守護や国人と関係を結ぶ傾向を強めていった。そして、惣村の有力者の中には守護や国人と主従関係を結んで軍役を担い、武士となる者も現れた。これを地侍（じざむらい）という。惣村が最盛期を迎えたのは室町時代中期（15世紀）ごろであり、応仁の乱などの戦乱に対応するため、自治能力が非常に高まったとされる。
戦国時代に入ると、戦国大名による一円支配が強まり、惣村の自治権が次第に奪われていった。中には戦国大名の承認の下で制限された自治を維持する惣村もあった。最終的には、豊臣秀吉による兵農分離（刀狩）と土地所有確認（太閤検地）の結果、惣村という結合形態は消滅し、江戸時代に続く近世村落が形成していったとされるが、惣村の持っていた自治的性格は、祭祀面や水利面などを中心に近世村落へも幾分か継承され、村請制度や分郷下における村の統一維持に大きな役割を果たしたと考えられている。

## 構成員
惣村の指導者には、乙名（おとな）・沙汰人（さたにん）などがあった。また、惣村の構成員のうち、乙名になる前の若年者を若衆（わかしゅ）といった。
乙名
乙名は長老・宿老・老中・年寄とも呼ばれ、惣村の構成員のうち年齢や経験が上位の者があたった。乙名は元々、村落の祭祀を執り行う宮座（みやざ）の代表者をさしていた。しかし、惣村の結合が宮座での儀式を中心として行われていたことから、惣村の指導者を意味するようになり、自主的に選挙で選ばれるようになった。乙名は1人ではなく複数人で構成され、上からの年貢や課役の徴収や用水の統制などの問題の解決に、惣村を代表して調整・交渉などに当たった。乙名になりうるのは、かつての名主層や多くの耕地を保有する者などの有力者たちであった。
沙汰人
沙汰人は元来、荘園領主や荘官の代理人として、命令や判決を現地で執行する者をさした。荘園公領制の弱体化と惣村の発達に伴い、沙汰人は惣村とのつながりを強めていき、惣村の指導者となることもあった。乙名が惣村の構成員から年功序列で選出されたのに対し、沙汰人は領主・荘官の執行人という職を出自とし、またその地位を世襲していた点で異なっていた。
若衆
若衆は、惣村の警察・自衛・消防・普請・耕作など共同体の労働の中心を担っていた。また、女性は惣村の構成員には含まれなかった。ただし、死亡した夫の財産を相続した後家（寡婦・未亡人）については、惣村の構成員として認められることもあった。若者組、若中も参照。
惣村が形成された当初は、惣村の構成員は乙名のみに限定されていた。時代が経過すると名による支配体制が崩れて、多くの一般百姓（地下人: じげにん）が経済的に自立していったため、これらの地下人も惣村の構成員に加わっていった。惣村の結合の中心である宮座への参加が認められた百姓を惣百姓といい、惣村の構成員とされた。

## 自治
惣村の内部は、平等意識と連帯意識により結合していた。惣村の結合は、村の神社での各種行事（年中行事や無尽講・頼母子講など）を取り仕切る宮座を中核としていた。惣村で問題や決定すべき事項が生じたときは、惣村の構成員が出席する寄合（よりあい）という会議を開いて、独自の決定を行っていった。
惣村の結合を維持するため、寄合などで惣掟（そうおきて）という独自の規約を定め、惣掟に違反した場合は惣村自らが追放刑・財産没収・身体刑・死刑などを執行する自検断（じけんだん）が行われることもあった。追放刑や財産没収は、一定年限が経過した後に解除されることもあったが、窃盗や傷害に対する検断は非常に厳しく、死刑となることも少なくなかった。なお、中世の法慣習では、支配権を有する領主や地頭などが検断権を持つこととされていたが、支配される側の惣村が検断権を持っていた点に大きな特徴がある（検断沙汰も参照）。
荘園領主や地頭などへの年貢は、元々、領主・地頭側が徴収することとされていたが、惣村が成立した後は、惣村が一括して年貢納入を請け負う地下請（じげうけ）が広く行われるようになった。地下請の実施は、領主側が惣村を信頼していることを意味するだけでなく、年貢納入が履行されなければ惣村の責任が強く問われることも意味していた。地下請の伝統は、惣村が消滅し、近世村落が成立した江戸時代以降も承継されていった。
惣村は、生産に必要な森・林・山を惣有財産とし、惣村民が利用できる入会地に設定した。惣村の精神的な中心である神社（鎮守）を維持するために神田を設定し、共同耕作することも広く見られた。また、農業用水の配分調整や水路・道路の普請（修築）、大川での渡し船の運営など、日常生活に必要な事柄も主体的に取り組んでいった。

## 連帯・一揆
惣村が支配者や近隣の対立する惣村へ要求活動を行うときは、強い連帯、すなわち一揆を結成した。一揆（連合、同盟）は元々、心を一つにするという意味を持っており、参加者が同一の目的のもとで、相互に対等の立場に立って、強く連帯することが一揆であった。
惣村による一揆を土一揆（つちいっき）というが、土一揆は15世紀前期に始まり15世紀中期〜後期に多発した。土一揆は、惣村の生活が困窮したために発生したというよりも、自治意識の高まった惣村が、主張すべき権利を要求したために発生したと考えた方がよい。ほとんどの土一揆は、徳政令の発布を要求する徳政一揆の性格を帯びていた。当時の社会通念からして、天皇や将軍の代替わりには土地・物品が元の所有者へ返るべきとする思想が広く浸透しており、これを徳政と呼んでいた。そのため、天皇や将軍の代替わり時には徳政を要求した土一揆が頻繁に発生した（正長の土一揆、嘉吉の徳政一揆など）。また、支配者である守護の家臣の国外退去を要求した土一揆も見られた（播磨の国一揆）。その他、不作により年貢の減免を荘園領主へ要求する一揆もあった。これらは、惣村から見れば、自らの正当な権利を要求する行為であった。
戦国時代に入り、戦国大名による一円支配が強化されるに従って、惣村の自治的性格が薄まっていき、土一揆の発生も次第に減少していった。